# Tylophora parvifolia
Tylophora parvifolia là một loài thực vật có hoa trong họ La bố ma. Loài này được Robyns & Lebrun miêu tả khoa học đầu tiên năm 1932.